# Кайынды (Карагандинская область)
Кайынды (каз. Қайыңды, до 2023 г. — Комсомольское) — село в Осакаровском районе Карагандинской области Казахстана. Входит в состав Николаевского сельского округа. Код КАТО — 355659200.

## Население
В 1999 году население села составляло 227 человек (118 мужчин и 109 женщин). По данным переписи 2009 года, в селе проживало 177 человек (94 мужчины и 83 женщины).